# Aina Clotet
Pour les articles homonymes, voir Aina et Clotet.
Aina Clotet, née le 23 septembre 1982 à Barcelone, est une actrice espagnole.

## Filmographie

### Comme actrice

#### Cinéma
- 2000 : La escapada (court métrage) de David Gallart : l'autostoppeuse
- 2001 : Anita n'en fait qu'à sa tête (Anita no pierde el tren) de Ventura Pons : Anita
- 2002 : Gnomon (court métrage) de Albert Baquero et F. Xavier Garcia :
- 2004 : Mala uva de Javier Domingo : Mari
- 2004 : Joves de Carles Torras et Ramon Térmens : Cristina
- 2004 : Reprimidos de Ignacio Delgado : Sandra
- 2005 : Mola ser malo (court métrage) de Àlam Raja : Elena
- 2006 : Animals ferits de Ventura Pons : Filla
- 2006 : 53 días de invierno de Judith Colell : Valeria
- 2010 : Elisa K de Jordi Cadena et Judith Colell : Elisa
- 2011 : El gènere femení de Carlos Benpar : Júlia
- 2011 : Hotel (court métrage) de Nico Casavecchia, Celia Galán et Dany Ilario :
- 2012 : Les infidèles, La Bonne Conscience de Michel Hazanavicius : Julia
- 2012 : Els nens salvatges de Patricia Ferreira : Júlia
- 2014 : Rastres de sàndal de Maria Ripoll : Paula
- 2014 : Difuminado de Pere Koniec : Valentina
- 2015 : Barcelona Christmas Night (Barcelona, nit d'hivern) de Dani de la Orden : Sílvia
- 2016 : Tiger (court métrage) d'elle-même :
- 2016 : Volver a soñar (court métrage) de Daniel Gálvez : l'actrice
- 2018 : Mirage (Durante la tormenta) de Oriol Paulo : Úrsula
- 2019 : 7 Reasons to Run Away (from Society) (7 raons per fugir) de Gerard Quinto, Esteve Soler et David Torras : Dona
- 2019 : La filla d'algú : Elisabet
- 2019 : Nana (court métrage) de Roger Villarroya : Alice
- 2019 : Hawaii (court métrage) de Jordi Capdevila : Celia
- 2019 : Vivre deux fois (Vivir dos veces) de Maria Ripoll : Camarera
- 2020 : A Parte de Dentro (court métrage) de Renato Sircilli :
- 2020 : L'estrany (court métrage) de Oriol Guanyabens : Mare

#### Télévision

##### Séries télévisées
- 1994-1999 : Estació d'enllaç (es) : Laura Valls Canales (126 épisodes)
- 2001 : Temps de silenci : Maria Mercè Mascarell (7 épisodes)
- 2001-2002 : Des del balcó : Patrícia adolescente (6 épisodes)
- 2002 : Mirall trencat : Minyona
- 2005 : Hospital Central : Lydia (3 épisodes)
- 2006-2007 : El cor de la ciutat : Mònica (31 épisodes)
- 2009-2011 : Infidels : Arlet Ferreres Miró (42 épisodes)
- 2011 : Interpol : Maria Combaz
- 2012-2013 : Gran Nord : Anna Obach (26 épisodes)
- 2013 : Salaó (mini-série) : Camille
- 2014 : Polònia : Aina Clotet
- 2015 : Nico & Sunset :
- 2017 : El crac : Aina Clotet
- 2017 : Velvet Colección : Roser (6 épisodes)
- 2018 : Benvinguts a la família : Lola
- 2018 : Killing the Father (mini-série) : Carla
- 2021 : Hierro : Tamara Arias (6 épisodes)
- 2022 : Kansan vihollinen : Maria Álvarez
- 2023 : Dévoré par les flammes : Silvia

##### Téléfilms
- 2005 : Sprint especial de Juan Carlos Claver : Edurne
- 2007 : Positius de Judith Colell : Belén
- 2012 : Germanes de Carol López : Ivonne
- 2013 : Et dec una nit de divendres de Dimas Rodríguez : Laura

### Comme scénariste
- 2007 : Positius (téléfilm)
- 2016 : Tiger (court métrage)
- 2019 : Después también (court métrage)

### Comme réalisatrice
- 2016 : Tiger (court métrage)